# مثل یک مرد فکر کن
مانند یک مرد فکر کن (به انگلیسی: Think Like a Man) یک فیلم کمدی رمانتیک آمریکایی محصول سال ۲۰۱۲ به کارگردانی تیم استوری، نویسندگی کیت مریمن و دیوید ای. نیومن و تهیه کنندگی ویل پکر است. این فیلم بر اساس کتاب استیو هاروی در سال ۲۰۰۹ بنام مانند زن رفتار کن مانند مرد فکر کن. در این فیلم گروهی از بازیگران با حضور کوین هارت، مگان گود، جری فرارا، رجینا هال، مایکل ایلی، ترنس جی، تراجی پی. هنسون، رومانی مالکو و گبریل یونیون به نقش‌آفرینی می‌پردازند.
این فیلم در ۲۰ آوریل ۲۰۱۲ توسط اسکرین جمز به نمایش درآمد. نقدهای گوناگونی از سوی منتقدان دریافت کرد که کمدی فیلم، موسیقی متن و اجرای بازیگران (به ویژه بازی‌های گود، مالکو و هارت) را ستایش کردند، اما به دلیل اینکه یک «رامکام استاندارد» است مورد انتقاد قرار گرفت. این فیلم موفقیت تجاری داشت و ۹۶٫۱ میلیون دلار در برابر بودجه ۱۲ میلیون دلاری فروخت. دنباله این فیلم با نام تو هم مثل یک مرد فکر کن در ۲۰ ژوئن ۲۰۱۴ به نمایش درآمد، با بازگشت بازیگران اصلی، همراه نقدهای منفی منتقدان و موفقیت تجاری متوسطی را به همراه داشت.

## ساخت
فیلمبرداری اصلی در ۱ ژوئیه ۲۰۱۱ در لس آنجلس و کال‌ور سیتی، کالیفرنیا آغاز شد و در ۵ سپتامبر به پایان رسید.

## بازخوردها
- وب‌سایت جمع‌آوری نقد راتن تومیتوز گزارش داد که ۵۴ درصد تائیدیه و بر اساس رای ۱۰۱ منتقد با میانگین امتیاز ۵٫۵ از ۱۰ به این فیلم نقد مثبت دادند.[۳]
- در متاکریتیک، که از میانگین وزنی استفاده می‌کند، بر اساس رای ۳۰ منتقد، امتیاز ۵۱ از ۱۰۰ را به فیلم اختصاص داد که نشان دهنده «بررسی‌های مختلط یا متوسط» است.[۴]
- تماشاگران مورد بررسی سینماسکور به فیلم نمره متوسط "A" در مقیاس A+ تا F دادند.[۵]
- در وبگاه بانک اطلاعات اینترنتی فیلم‌ها این فیلم بر اساس رای ۵۲٫۰۰۰ کاربر دارای امتیاز ۶٫۵ از ۱۰ می‌باشد.